# Iglesia del Kallio
La iglesia del Kallio (en finés: Kallion kirkko; en sueco: Berghälls kyrka) es una iglesia luterana del distrito de Kallio de Helsinki. Fue diseñada por Lars Sonck y representa el  estilo romántico nacionalista con influencias Art Nouveau. El estilo romántico se manifiesta en el uso de materiales finlandeses tradicionales y en el cuerpo masivo de la iglesia, así como en los colores inspirados en la naturaleza y en los motivos decorativos. La iglesia, acabada en granito gris, fue construida entre 1908 y 1912 y es uno de los hitos más fácilmente identificables de la capital.
La iglesia del Kallio es un lugar habitual de celebración de conciertos, especialmente música de órgano, gracias a su acústica.

## Historia

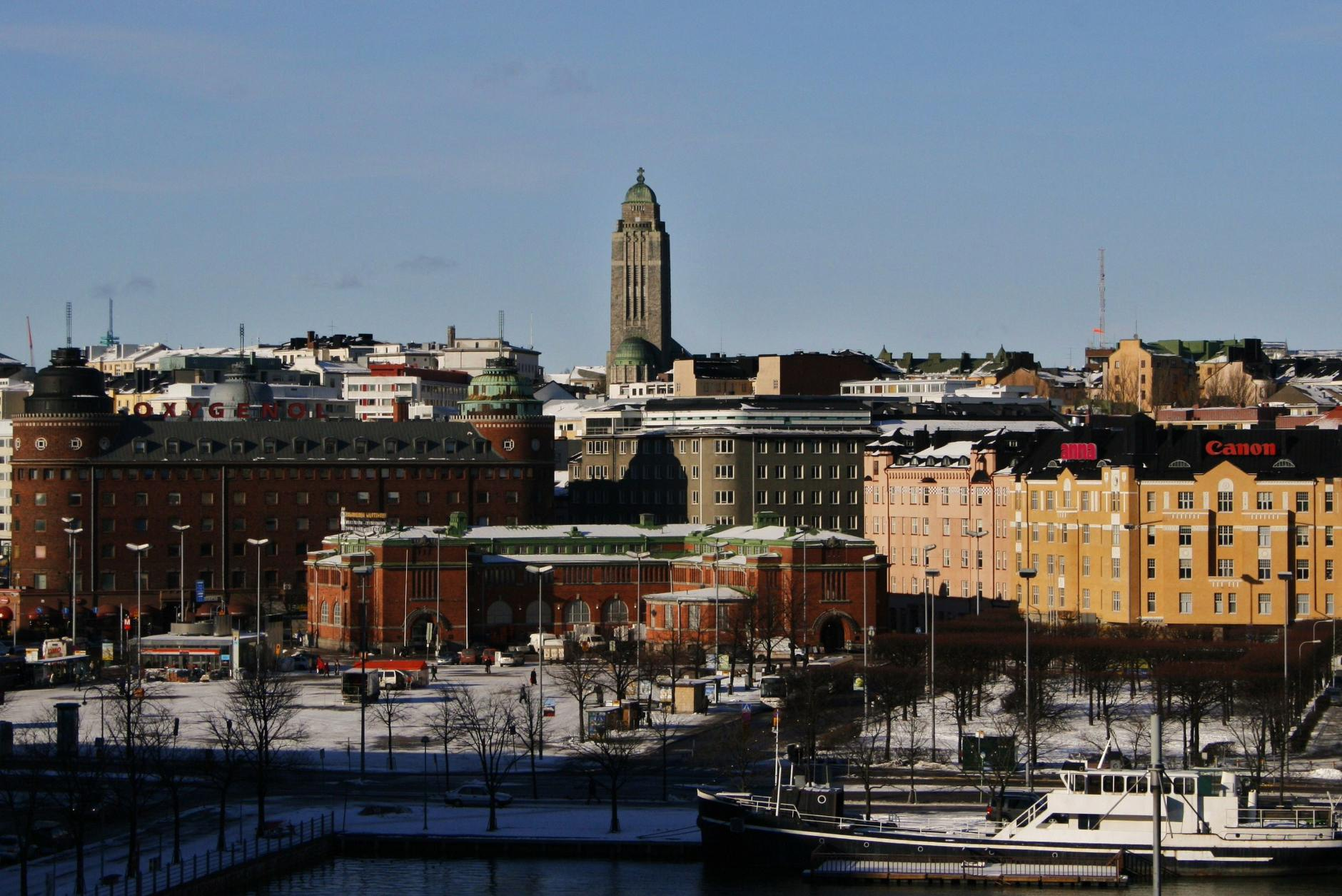
La iglesia de Kallio en la parte superior del barrio

La iglesia de Kallio fue construida entre 1908 y 1912. La primera piedra se colocó el 13 de julio de 1908 y el obispo Herman Råbergh inauguró la iglesia el 1 de septiembre de 1912.
En 1917, en el mismo momento en que Finlandia estaba consiguiendo su independencia, el movimiento tolstoyano adoptó la iglesia como base y predicó su mensaje de paz en ella. Durante la Segunda Guerra Mundial había una estación de vigilancia aérea en la torre de la iglesia. Hasta la década de 1970, la torre sirvió como vértice geodésico para levantamientos topográficos. Cuando hace buen tiempo, desde ella se puede ver la costa de Estonia.

## Descripción

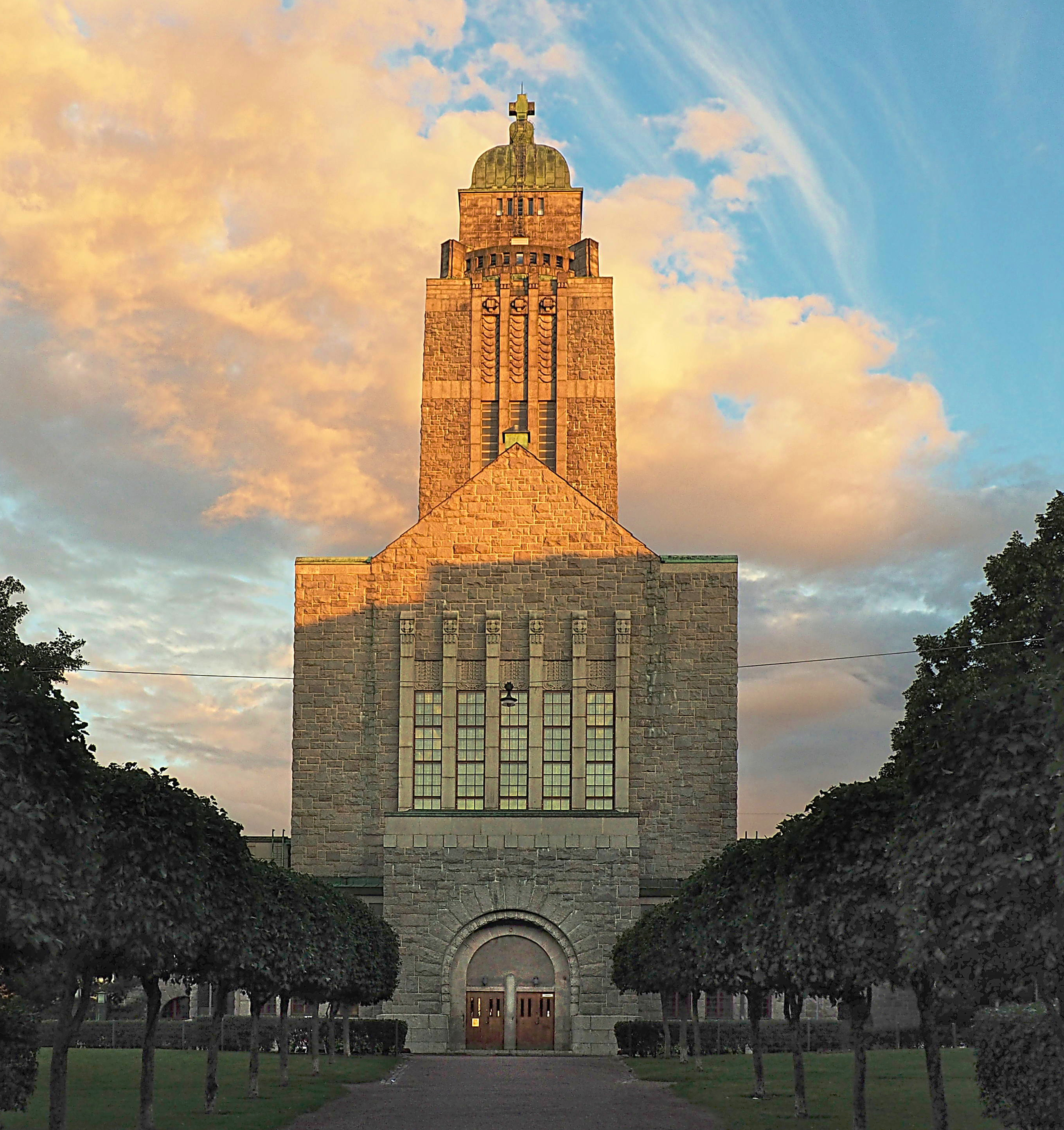
Fachada

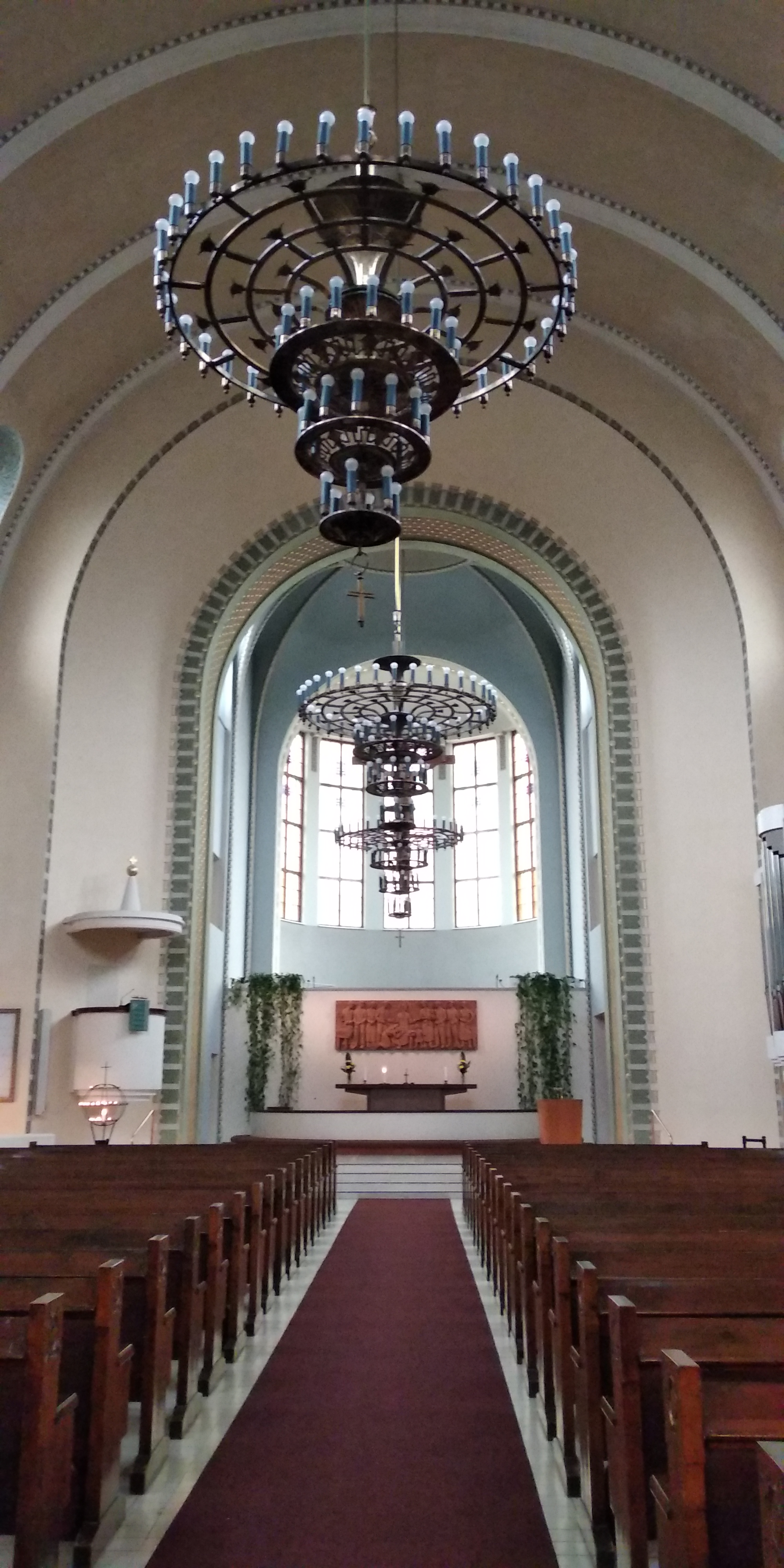
El interior de la iglesia de Kallio en Helsinki.

La iglesia diseñada por el arquitecto Lars Sonck es representativa del estilo romántico nacionalista con contribuciones del estilo Art Nouveau. La iglesia ofrece 1100 asientos.
La iglesia está en lo alto de una colina, y marca el extremo norte de un largo eje de 2,5 km de largo formado por tres calles, Kopernikuksenkatu, Siltasaarenkatu y Unioninkatu. La iglesia tiene 65 metros de altura y se eleva a 94 metros sobre el nivel del mar.
La iglesia de Kallio es una iglesia de salón con  transepto. Los muros de carga están construidos con ladrillos rojos y revestidos de granito finlandés.
El interior de la iglesia está decorado con símbolos cristianos como rosas, lirios, ramas de palma, coronas de laurel y perlas para transmitir el mensaje de los Evangelios. También hay murales de estilo Art Nouveau. El retablo es un relieve de madera 'Tulkaa minun tyköni' [Veníd a mí, todos vosotros que estáis cansados y agobiados] por Hannes Autere, tallado en 1956. En el vestíbulo de la iglesia y en la tribuna del órgano hay cuatro relieves de yeso de la serie de cinco partes de Sigrid af Forselles 'Ihmissielun kehitys' [Desarrollo del alma humana]. En la sacristía hay una pintura de Verner Thomé, que representa a Jesús sanando a un ciego.
Paavo Tynell diseñó las enormes lámparas de latón en 1932. Los textiles de la iglesia actualmente en uso fueron diseñados por Raija Rastas.
Hay siete campanas de bronce alemanas en la torre de granito de la iglesia. Cada día al mediodía y a las 6 p. m., la chorale (op. 65b)   de Jean Sibelius, compuesta expresamente para la iglesia del Kallio, se toca en cuatro de las campanas. Las tres campanas más grandes suenan para anunciar los servicios de la iglesia.

## Órganos

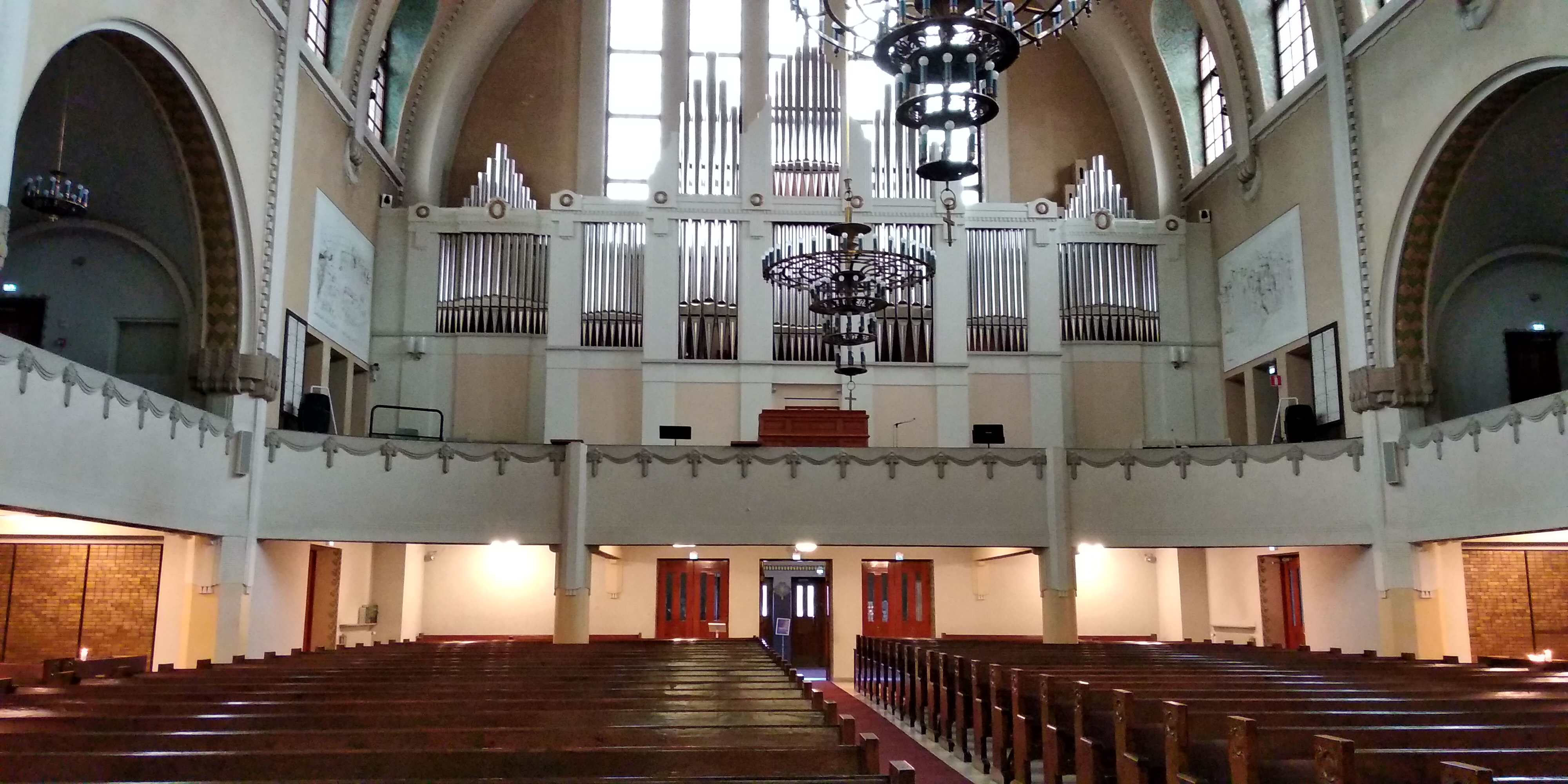
Vista de la tribuna del órgano principal

La iglesia de Kallio es la única en Finlandia que tiene a la vez tanto un órgano de estilo barroco como otro romántico francés. La acústica de la iglesia es buena y se celebran muchos conciertos allí. El órgano principal tiene 48 juegos que fueron entregados en 1995 por el fabricante sueco Åkerman & Lund. Son de la tradición del romanticismo francés. El pequeño órgano de 19 juegos es de la fábrica de órganos de Kangasala y data de 1987, de la tradición barroca holandesa y del norte de Alemania.

## Columbarium
Un columbario se construyó bajo la iglesia y se completó en 1991. Hay espacio para alrededor de 2500 urnas a la vez, y las urnas se pueden mantener en el columbario durante un período fijo. Después de eso, pueden depositarse en un sepulcro, también situado debajo de la iglesia. El columbario solo se puede visitar cuando se tiene una urna allí.
Los visitantes pueden llevar flores o encender velas junto al monumento a los difuntos, que se pueden encontrar en la pared posterior de la iglesia, junto a la entrada principal.

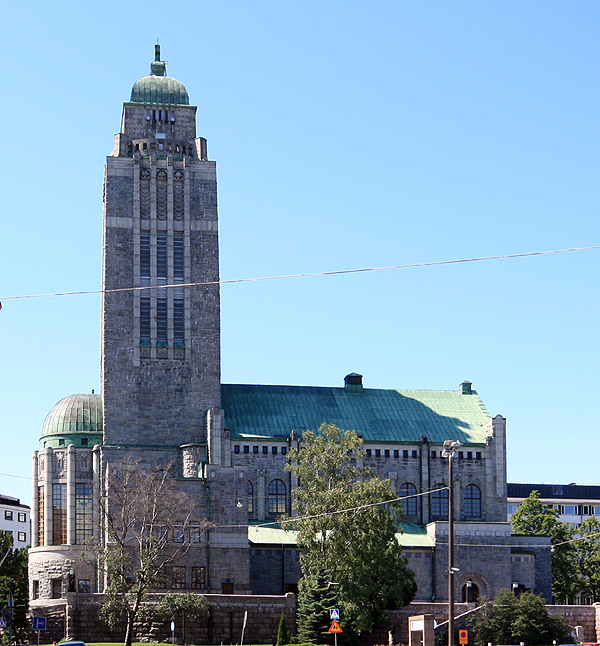
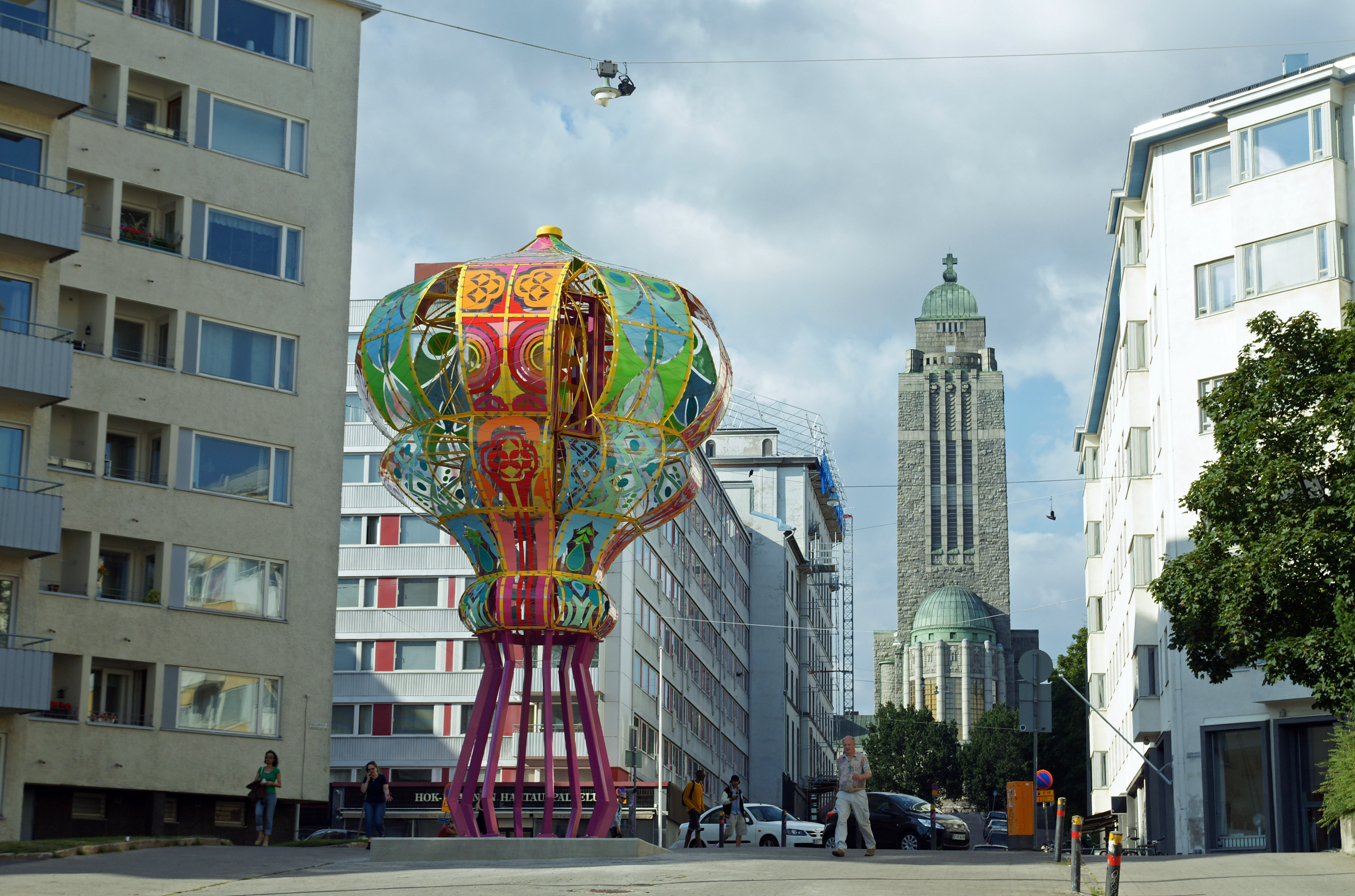
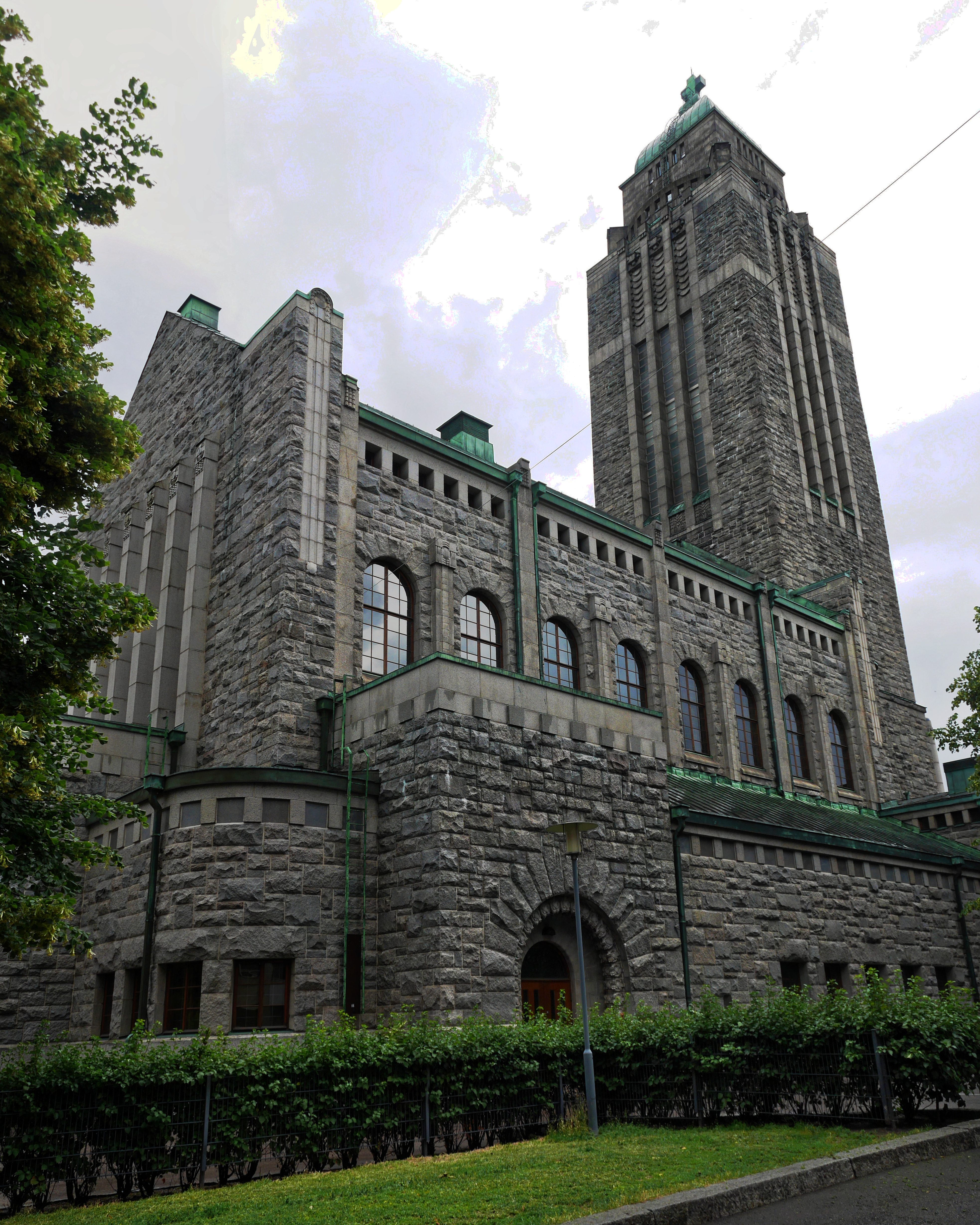
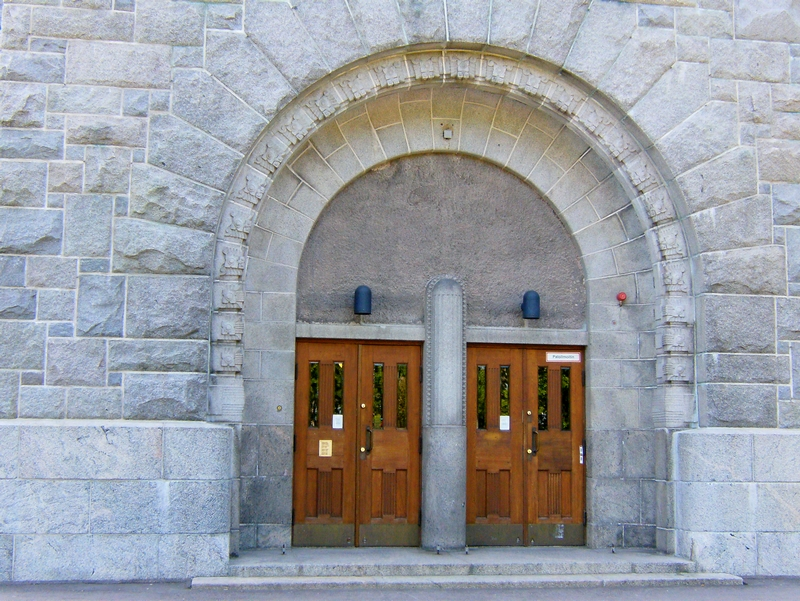